# César Lora
César Lora, sindicalista mineiro e militante trotskista na Bolívia do Partido Obrero Revolucionario (POR) e irmão do grande líder da esquerda Guillermo Lora

## Nascimento em Uncía
César Lora nasceu em 15 de agosto de 1927, provavelmente na propriedade rustica de seu pai e passou a infância em Uncía, cuja escola frequentou. Passou parte de sua vida no campo e estreou nas preocupações sociais como o porta-voz natural para a história aborígine que não parou decididamente mais tarde se identificar com o proletariado, a classe revolucionária de nossa época .
Procurou modernizar o campo como seu pai já havia tentado. Ajudado por um manual de avicultura, fez testes em centenas de galinhas que não encontraram mercado. Seus pais não eram revolucionários e o marxismo não lhe chegou de um único canal através dos livros, como normalmente ocorre, ou a influência de colegas, que são empurrados muito cedo. Até a adolescência não se mostrou um garoto ligado aos livros, apesar de que seu irmão mais velho Guillermo Lora o foi e muito, e que nunca se cansou de lhe fornecer material de leitura. 
Desde a mais tenra aparecia como o líder natural das turmas de meninos. Ele era o mestre das montanhas e penhascos. Um de seus amigos de primeiras aventuras conta como ele deu provas da sua vontade de ferro ao testar sua força arregaçando os punhos de batê-los nas paredes, de como reunia centenas de pintassilgos e criava-os, e assim por diante. Adquiriu excepcional resistência e agilidade, ele poderia pegar um cachorro numa rápida corrida, domava o mais selvagem cavalo ou virava o touro pelos chifres, com a mesma força e facilidade com apanhava uma cabra, lançando as patas duas boleadoras de pedra atadas por uma corda.

## A Ida a Oruro
Sob pressão e conselhos de suas irmãs mais velhas se mudou para Oruro (com 13 ou 14 anos), tomou a firme decisão de entrar no Politécnico da Universidade Técnica e se reconciliar com os estudos para agradar a sua família, mas como era habitual com ele, não guardar os certificados de estudo os obstáculos dos procedimentos impediram de se matricular. 
Nessa época resolveu estudar e até chegou a participar de um curso de Inglês, mas não conseguiu entrar na Universidade Tecnológica de Oruro, frustrando os seus planos profissionais. Sempre demonstrou uma grande capacidade para a mecânica e uma imaginação criativa.
Durante sua estada em Oruro dividia um humilde quarto com o irmão Guillermo Lora. Este já estava envolvido com sua aprendizagem revolucionária e estava totalmente absorvido em sua atividade conspirativa, imerso em livros. 
César Lora parecia estar à margem da sociedade. Esta humildade aparente escondia um certo orgulho da vida simples e uma atitude de desprezo para com o supérfluo e com uma vida social. Pilhas de livros e papéis estavam guardados sobre cobertores puídos no chão. No quarto miserável, escuro, sem ventilação, sem móveis, não havia nada além de um fogão para cozinhar batatas.
Todos os recursos e esforços foram postos para a construção das células poristas, e em organizar grupos formação com os operários. O Partido Operário Revolucionário  estava vivendo um de seus momentos cruciais, ele tinha se jogado no seio das massas, deixando para trás o período de grupinho de propaganda intelectual. Cesar Lora sem saber.  Cesar observava isso, entre atraído e horrorizado por esse mundo subterrâneo, sem penetrar no segredo da atividade conspiratória. Leu alguns papéis, folheou livros, panfletos e revistas e assim teve seu encontro com a atividade revolucionária. Seu irmão Guillermo, não percebendo que era o motor de arranque nesta estrada cativante, emocionante, cheia de espinhos e penhascos que é a política revolucionária..

## Entre o Marxismo e o Nacionalismo
O país inteiro estava profundamente abalado pelo ardente, apaixonado, visionário chamado das Teses de Pulacayo. Um clarim que chamava a classe operária a se organizar política e estruturadamente de forma independente, colocando-se a cabeça das massas que a lutavam contra a restauração oligárquica rosquera materializando a bandeira de nacionalização das minas através de sua ocupação pela ação direta de massas e a necessidade da organização de um Governo Operário e Camponês.
Além de ser a mensagem radical dos mineiros, foi a palavra do trotskismo, do Partido Obrero Revolucionario, dita em voz alta e desafiadora. Na história marxismo boliviano nunca houve um documento mais impressionante e de maior significado histórico. 

As Teses Pulacayo se encarnaram no jovem Cesar Lora. Todo o país estava dividido entre apoiadores e opositores deste documento memorável. No caso do jovem Cesar, foi o primeiro contato com a atividade conspirativa, com todo o romance que esta desperta na mente dos jovens, este trabalho foi o primeiro marco de seu encontro com o trotskismo. 
Desde que o Congresso Mineiro de Pulacayo (1946) se identificou com o proletariado, sem ainda ser assalariado, e dirigiu sua vida e sua paixão ao encontro da classe revolucionária. Seu trotskismo – totalmente identificado com o Partido Operário Revolucionário – foi incipiente. As modificações em seu pensamento e em seu modo de viver se materializaram na mudança para Llallagua, a fim de estar mais próximo das minas e do contato com os mineiros. Para lutar junto aos explorados das cidades e das minas se transformará em assalariado. 
A dura luta contra a rosca, contra as grandes mineradoras e contra os governos militares, ligou Cesar Lora aos ativistas do Movimento Nacionalista Revolucionário que estavam vivendo seus dias de euforia anti-ianque, tendo nos sindicatos quase as mesmas posições tomadas pelas brigadas poristas, podemos dizer que os poristas davam a linha política para os movimentistas. Os operários filiados ao Movimento Nacionalista Revolucionário (a maioria apenas formalmente, atribuía para o seu partido as ideias que consideravam mais revolucionárias) quase sempre eram guiados apenas pelo seu instinto de classe, o que os aproximavam dos poristas.
Portanto, não é de se surpreender que César Lora conheceu um período de oscilação para o nacionalismo (Movimento Nacionalista Revolucionário), sendo até mesmo considerado um militante desta tendência por algumas pessoas. 

## O Serviço Militar Obrigatório
Ele não escondeu sua aversão aos militares, particularmente aos dos escalões superiores, que ao longo da história boliviana protagonizaram a repressão, muitas vezes sangrentas, aos operários e camponeses. Essa atitude criou muitas dificuldades quando teve que servir o serviço militar obrigatório. 
O Comando do Regimento o enviara para a Curahuara de Carangas, região desértica e remota do departamento de Oruro, como punição por seu constante atrito com seus superiores. Nessa espécie de fortim perdido nos altiplanos andinos os soldados mal conseguiam sobreviver com uma dieta pobre, feita especialmente carne de lhama e quinoa.
Cesar conheceu em seu lugar de confinamento José Fellman Velarde, de quem se tornou amigo. Este antigo militante movimentista , exercia influência política sobre alguns soldados, entre os quais o famoso Zachary Plaza  que mais tarde se tornaria o principal perseguidor de César Lora.
Com este grupo acabou organizando uma rebelião contra o comandante de Curahuara. Sufocada a revolta , os conspiradores foram levados para Panáptico Nacional em La Paz e submetido a processo militar. Cesar Lora suportava estoicamente a dor, a tortura física e a fome, mas não conseguia suportar a privação de liberdade. Era, sobretudo um homem de ação e necessitava de liberdade. No entanto, a prisão o ajudou a amadurecer. 
Enquanto isso Guillermo Lora, chegava para ajudá-lo proporcionando-lhe alguma leitura porista. César imediatamente encontra seu eixo político e torna-se militante porista, se entrega de corpo e alma para se politizar e para as atividades partidárias para não abandonar jamais. 

## A Prova de Fogo
O porista militante teve sua prova de fogo na luta, tanto na luta de massas contra o então todo-poderoso Movimento Nacionalista Revolucionário, como nas batalhas dentro do Partido Operário Revolucionário contra os pablistas (uma curiosa mistura de ultra-esquerdismo e nacionalismo anti-trotskista), que baseava suas ideias políticas na suposição de que o lechinismo (esquerda movimentista no poder) era o Partido Operário e que, portanto, deveriam fazer dele o eixo da atuação diária da classe operária, que se não já estivesse no poder estava, pelo menos às portas dele.
Cesar Lora se converteu num dos pilares da fração que defendia firmemente os princípios bolcheviques, tanto a nível programático como organizacional, e que lutaram e desmascararam os revisionistas que deslizaram para a posição nacionalista. Seu irmão Guillermo era a figura mais visível nesta batalha e Cesar estava totalmente identificado com ele, não por razões familiares, mas por princípios políticos claramente definidos. Cesar já estava trabalhando na mina Siglo XX e conseguira unir em torno dele alguns mineiros, que logo se tornaram a espinha dorsal do POR a nível nacional.
Levantar a bandeira porista neste momento significava ser colocado contra o Estado, contra o nacionalismo, que na época vivia o seu período de maior força, contra o nacionalismo tingido de esquerda e do estalinismo, contra a maioria operária vítima de propaganda oficial e dos piores preconceitos.
A longa luta em posições minoritárias, rejeitados pelas assembleias e cruelmente perseguidos, os poristas precisavam de uma convicção principista firme e de uma férrea vontade militante, foi isso que Cesar Lora alcançou neste período. Pode-se dizer que se o Partido Operário Revolucionário não tivesse tido essa forte pilar nos centros de mineração teria levado muito mais tempo para penetrar nas principais camadas operárias, e esclarecer às massas a demagogia movimentista, etc.
Um pouco mais tarde Isaac Camacho aparece nas minas e de alguma maneira complementa o trabalho realizado por César Lora, ajudando a superar algumas das suas deficiências e se tornou seu maior amigo e colaborador. César era a paixão avassaladora que conquistava os operários, Camacho se dedicava ao paciente trabalho cotidiano para organizá-lo.
Cesar Lora sabia muito bem que estava engajado em uma luta titânica e transcendente para o Partido, foi um dos nossos militantes mais duros. A experiência tem mostrado que, para alcançar as massas e convencê-los devemos chamar as coisas pelo seu nome real. .

## Um Lutador até a Morte
Pouco depois da contra-revolução liderada por René Barrientos Ortuño, em novembro de 1964, sua vida mudou de rumo, abandonou a mina depois do governo iniciar a perseguição contra seus adversários e encontrou refúgio em uma pequena aldeia ao norte de Potosí, onde seus assassinos estavam esperando por você, pronto para obedecerem às ordens emitidas pela Junta Militar e pela CIA.
Isaac Camacho, o companheiro fiel e testemunha ocular do ato, nos deixou um testemunho vívido do dia e hora que foram vitimados, No dia 29 de julho de 1965 vocês estavam na periferia de Sacana, localizado a três léguas de San Pedro de Buena Vista. Perto da confluência dos rios Toracarí e do Ventilla vocês encontraram um grupo de civis sob o comando de Próspero Rojas, Eduardo Mendoza e outro chamado Osio. Enrique Moreno, que lhe alugou mula se encarregou de delatar-te. Uma vez preso, estava sendo levado a  prisão San Pedro, mas a caminho, a poucos metros daquela travessia de rios, começaram a bater em você, e, de repente, ouviram um tiro de revólver. Foi então que caiu de bruços no chão, com sangue escorrendo de sua cabeça e seu coração parando de bater. O disparo, seco e preciso, o matou instantaneamente. 
Quando os assassinos o deixaram no mesmo caminho que tinham vindo, Isaac Camacho, de joelhos e te segurando em seus braços, confirmou que a bala entrou em sua sobrancelha direita e atravessou seu crânio. Mataram-lhe aos 38 anos de idade, que bem poderia ter sido 60 ou 90, já que você sempre viveu contra o relógio e de frente para o seu próprio destino. 
Seu corpo foi transportado para Siglo XX e velado na sede do sindicato, onde as pessoas mais humildes desfilaram ao pé de seu caixão. Os camponeses, com suas expressões sombrias, envoltos em seus ponchos negros, vieram em caravanas de aldeias distantes para dar-lhes o enterro, enquanto os mineiros, fúria em seus olhos e punhos erguidos. Montaram guarda noite e dia, até a hora em que seu caixão, foi erguido sobre o ombro dos mineiros mais jovens e começaram a caminhar pelas ruas, fazendo o seu caminho através da multidão que assistiu ao seu funeral.
Na Praça de Llallagua e nos portões do cemitério uma multidão concentrada em estado de fúria ovacionava mais alto do que você poderia imaginar. Os mineiros e os camponeses, a quem você dedicou a sua luta e sua vida, prestaram um tributo apropriado e despediram-se com discursos que prometiam vingar a sua morte, as lágrimas de tristeza fluíram dos corações e lábios palavras de profunda tristeza  .